# Mount Kalatungan Range Natural Park
Der Mount Kalatungan Range Natural Park ist ein Naturschutzgebiet und liegt südlich des Mount Kitanglad Range Natural Park in der Provinz Bukidnon auf der Insel Mindanao in den Philippinen. Er wurde mit dem Präsidialen Erlass Nr. 305 am 5. Mai 2000 eingerichtet.

## Geographie
Das Naturschutzgebiet unterteilt sich in eine 22.076 Hektar große Kernzone und eine 13.687 Hektar große Pufferzone, die die Kernzone komplett einschließt. Er überschneidet sich mit den Gebieten des Manupali Watershed Forest Reserve und des Muleta Watershed Forest Reserve, sodass ein Biosphären-Korridor auf einer Fläche von 127.731 ha die Gebiete des Kitanglad und Kalatungan Gebirges abdeckt.
Das Höhenband des Naturschutzgebiets erstreckt sich von 1.064 bis 2.824 Meter, dem Gipfel des Kalatungan. Die Wälder in dem Gebirge des Kalatungan beinhalten auch immergrünen Regenwald der ab einer Höhe von etwa 1000 Metern in einen niedriger wachsenden Bergregenwald übergeht, der sich bis in die Gipfelregionen ausdehnt. Der Waldbestand erstreckt sich auf einer Fläche von etwa 14.911 ha, Buschland oder Heideland bedecken eine Fläche von rund 2.130 ha, und Grasland bedeckt eine Fläche von 3.295 ha. Der Park hat eine Vielzahl von Oberflächenformen die für eine Vielzahl von Tieren und Pflanzen einen Lebensraum schaffen, so gibt es zahlreiche Wasserfälle, Feuchtgebiete, einen See, Höhlen, Felsenkliffe und andere Felsformationen.

## Hydrologie
Im Naturschutzgebiet liegen die Quellgebiete vieler kleinerer Flüsse und Bäche, deren größter der Muleta an der Südflanke ist. An der Nordflanke des Gebirges liegt das Quellgebiet des Cagayan Rivers. Die Hauptquelle des Flusses befindet sich in ca. 2.500 Meter Höhe am Kalatungan.

## Fauna
Es gibt kleinere Populationen des Goldkronen-Flughundes, des Kurznasenflughundes (Alionycteris paucidentata), welche im Gebiet des Mount Kalatungan Range Natural Park und des Mount Kitanglad Range Natural Parks endemisch sind. Es leben ebenso das Philippinische Pustelschwein (Sus philippinensis) und der Philippinenhirsch (Cervus mariannus) im Park.

## Flora
Fünf dominante Baumarten wachsen im Park die endemisch auf Mindanao sind, der Katmon (Dillenia philippinensis), White Lauan (Shorea contorta), Red Lauan (Shorea negrosensis), Bagtikan (Parashorea malaanonan) und der Bikal Baboi (Schizotachyum dielsianum).

## Kultur
Die Einheimischen Bukidnons, die sich aus den indigenen Stämmen der Manobo und Talaandig zusammensetzen, leben größtenteils in den Waldgebieten, die sie als heilig betrachten, da diese Gebiete als Begräbnisstätten genutzt werden. Die Einheimischen leben vom Wald, den sie als Quelle für Nahrung, aber auch für die Naturmedizin verwenden. Bergsteiger und Wanderer müssen vor Betreten des Gebirges eine Erlaubnis von den Stammesältesten einholen und ein Ritual durchführen um die Geister der Ahnen wohlwollend stimmen.
Ein Kleines Wasserkraftwerk an der Südflanke des Gebirgsmassivs in Maramag versorgt die Provinz mit elektrischem Strom.